# Альенде (муниципалитет Коауилы)
Альенде (исп. Allende) — муниципалитет в Мексике, штат Коауила, с административным центром в одноимённом городе. Численность населения, по данным переписи 2020 года, составила 23 056 человек.

## Общие сведения
Название Allende дано в честь национального героя, одного из лидеров в войне за независимость — Игнасио Альенде.
Площадь муниципалитета равна 252 км², что составляет 0,17 % от площади штата, а наивысшая точка — 520 метров, расположена в поселении Ла-Пьедра.
Он граничит с другими муниципалитетами штата Коауила: на севере с Морелосом и Навой, на востоке и юге с Вилья-Унионом, на западе с Сабинасом.

## Учреждение и состав
Муниципалитет был образован в 1827 году, в его состав входит 50 населённых пунктов, самые крупные из которых:
| Код INEGI                  | Населённый пункт                                                                 | Численность населения (2005 год) | Численность населения (2010 год) | Численность населения (2020 год) |
| -------------------------- | -------------------------------------------------------------------------------- | -------------------------------- | -------------------------------- | -------------------------------- |
| 003                        | Всего                                                                            | 20153                            | 22675                            | 23056                            |
| 0001                       | Альенде (исп. Allende) 28°20′50″ с. ш. 100°51′15″ з. д. (административный центр) | 18283                            | 20694                            | 21376                            |
| 0016                       | Рио-Браво (исп. Río Bravo) 28°18′39″ с. ш. 100°55′13″ з. д.                      | 1200                             | 1349                             | 1190                             |
| 0101                       | Ла-Тембладора (исп. La Tembladora) 28°18′54″ с. ш. 100°54′45″ з. д.              | 253                              | 278                              | 262                              |
| 0004                       | Чамакуэро (исп. Chamacuero (El Seis)) 28°15′21″ с. ш. 100°53′43″ з. д.           | 116                              | 109                              | 52                               |
| 0158                       | Нуэва-Фронтера (исп. Nueva Frontera) 28°21′38″ с. ш. 100°52′27″ з. д.            | 22                               | 25                               | 48                               |
| —                          | Прочие                                                                           | 279                              | 220                              | 128                              |
| Названия на карте Генштаба |                                                                                  |                                  |                                  |                                  |

## Экономическая деятельность
По статистическим данным 2000 года, работоспособное население занято по секторам экономики в следующих пропорциях:
- сельское хозяйство, скотоводство и рыбная ловля — 5,5 %;
- промышленность и строительство — 46,7 %;
- торговля, сферы услуг и туризма — 44,5 %;
- безработные — 3,3 %.

## Инфраструктура
По статистическим данным 2010 года, инфраструктура развита следующим образом:
- электрификация: 99,5 %;
- водоснабжение: 99,1 %;
- водоотведение: 91,2 %.